# Кайафас, Сотирис
Сотирис Кайафас (греч. Σωτήρης Καϊάφας, род. 17 декабря 1949, Никосия) — кипрский футболист, выступавший на позиции нападающего. Лауреат Юбилейной награды УЕФА как выдающийся кипрский футболист 50-летия (1954—2003). Известен по выступлениям за клуб «Омония» и национальную сборную Кипра. Девятикратный чемпион Кипра и шестикратный обладатель Кубка Кипра. Отец Костаса Кайафаса.

## Биография

### Клубная карьера
Во взрослом футболе дебютировал в 1966 году выступлениями за команду «Омония», цвета которой и защищал на протяжении всей своей карьеры игрока (она длилась целых 19 лет). Большую часть времени, проведенного в составе «Омонии», Сотирис являлся основным игроком атакующего звена команды. В составе «Омонии» он был одним из главных бомбардиров, показывая среднюю результативность на уровне 0,67 гола за матч.

### Карьера в сборной
В 1972 году дебютировал в официальных матчах в составе национальной сборной Кипра. На протяжении карьеры в национальной команде, которая длилась 9 лет, провел в форме главной команды страны только 19 матчей, забив 6 голов.

## Титулы и достижения

### Командные
- Чемпион Кипра (9): 1971/72, 1973/74, 1975/76, 1976/77, 1978/79, 1980/81, 1981/82, 1982/83, 1983/84
- Обладатель Кубка Кипра (6): 1971/72, 1973/74, 1979/80, 1980/81, 1981/82, 1982/83

### Личные
- Обладатель «Золотой бутсы»: 1976
- Лучший бомбардир чемпионата Кипра (8): 1971/72, 1973/74, 1975/76, 1976/77, 1978/79, 1979/80, 1980/81, 1981/82
- Лучший бомбардир в истории чемпионата Кипра: 261 гол
- Рекордсмен чемпионата Кипра по количеству голов в одном сезоне: 44 гола
- Лауреат Юбилейной награды УЕФА 2003 года

## Статистика выступлений
| Клуб             | Сезон            | Лига | Лига | Кубок Кипра | Кубок Кипра | Еврокубки | Еврокубки | Суперкубок Кипра | Суперкубок Кипра | Итого | Итого |
| Клуб             | Сезон            | Игры | Голы | Игры        | Голы        | Игры      | Голы      | Игры             | Голы             | Игры  | Голы  |
| ---------------- | ---------------- | ---- | ---- | ----------- | ----------- | --------- | --------- | ---------------- | ---------------- | ----- | ----- |
| Омония           | 1966/67          | 3    | 0    | 0           | 0           | 0         | 0         | 0                | 0                | 3     | 0     |
| Омония           | 1967/68          | 21   | 11   | ?           | ?           | 0         | 0         | 0                | 0                | 21+   | 11+   |
| Омония           | 1968/69          | 22   | 8    | ?           | ?           | 0         | 0         | -                | -                | 22+   | 8+    |
| Омония           | 1969/70          | 20   | 5    | ?           | ?           | 0         | 0         | -                | -                | 20+   | 5+    |
| Омония           | 1970/71          | 16   | 6    | 2+          | 1+          | 0         | 0         | -                | -                | 18+   | 7+    |
| Омония           | 1971/72          | 21   | 12   | 1+          | ?           | 0         | 0         | -                | -                | 22+   | 12+   |
| Омония           | 1972/73          | 22   | 2    | ?           | ?           | 3         | 0         | -                | -                | 25+   | 2+    |
| Омония           | 1973/74          | 26   | 20   | 1+          | 1+          | 0         | 0         | -                | -                | 27+   | 21+   |
| Омония           | 1974/75          | 6    | 0    | 0           | 0           | 0         | 0         | -                | -                | 6     | 0     |
| Омония           | 1975/76          | 28   | 39   | ?           | ?           | 2         | 0         | -                | -                | 30+   | 39+   |
| Омония           | 1976/77          | 30   | 44   | ?           | ?           | 2         | 0         | -                | -                | 32+   | 44+   |
| Омония           | 1977/78          | 28   | 14   | ?           | ?           | 2         | 0         | -                | -                | 30+   | 14+   |
| Омония           | 1978/79          | 29   | 28   | ?           | ?           | 2         | 0         | ?                | ?                | 31+   | 28+   |
| Омония           | 1979/80          | 28   | 23   | 1+          | 2+          | 4         | 6         | ?                | ?                | 33+   | 31+   |
| Омония           | 1980/81          | 22   | 15   | 2+          | 2+          | 2         | 0         | ?                | ?                | 26+   | 17+   |
| Омония           | 1981/82          | 21   | 19   | 1+          | 1+          | 2         | 0         | ?                | ?                | 24+   | 20+   |
| Омония           | 1982/83          | 25   | 9    | ?           | ?           | 0         | 0         | ?                | ?                | 25+   | 9+    |
| Омония           | 1983/84          | 20   | 6    | ?           | ?           | 1         | 0         | ?                | ?                | 21+   | 6+    |
| Всего за карьеру | Всего за карьеру | 388  | 261  | 8+          | 7+          | 20        | 6         | ?                | ?                | 416+  | 274+  |